# スコット・カミングス
スコット・カミングス（Scott Cummings、1996年12月3日 - ）は、ユナイテッド・ラグビー・チャンピオンシップ、グラスゴー・ウォリアーズに所属するラグビーユニオン選手。

## プロフィール
- スコットランド・グラスゴー出身。
- ポジションはロック(LO)。
- 身長 198cm、体重 115kg
- U20スコットランド代表に選ばれた[1]。
- スコットランド代表キャップは23（2022年12月現在）でワールドカップ2019のスコットランド代表に選ばれた[2]。

## 略歴
2015年、グラスゴー・ウォリアーズに加入。 